# Bangoubanda
Bangoubanda (auch: Bangou Banda) ist ein Dorf in der Landgemeinde Liboré in Niger.

## Geographie
Das von einem traditionellen Ortsvorsteher (chef traditionnel) geleitete Dorf befindet sich rund zwei Kilometer nördlich des Hauptorts Liboré der gleichnamigen Landgemeinde, die zum Departement Kollo in der Region Tillabéri gehört. Zu weiteren Siedlungen in der Umgebung von Bangoubanda zählen Kouara Koukou im Nordwesten, Liboré Zarma im Nordosten sowie Korozé und Mallaleye im Südwesten.
Bangoubanda ist Teil der Übergangszone zwischen Sahel und Sudan. Die durchschnittliche jährliche Niederschlagsmenge beträgt hier zwischen 500 und 600 mm.

## Geschichte
Bei einer Untersuchung im Jahr 1983 waren in den Dörfern Bangoubanda, Korozé und Liboré Zarma 79 Prozent von 217 Kindern im Alter von 10 bis 14 Jahren an Schistosomiasis erkrankt. In allen Altersgruppen betrug die Infektionsrate 57 Prozent bei 1238 untersuchten Personen.

## Bevölkerung
Bei der Volkszählung 2012 hatte Bangoubanda 2272 Einwohner, die in 295 Haushalten lebten. Bei der Volkszählung 2001 betrug die Einwohnerzahl 519 in 80 Haushalten und bei der Volkszählung 1988 belief sich die Einwohnerzahl auf 2362 in 349 Haushalten.

## Wirtschaft und Infrastruktur
Im Bangoubanda ist ein Gesundheitszentrum des Typs Centre de Santé Intégré (CSI) vorhanden. Zu diesem gehört eine 2014 eröffnete Geburtsklinik. Es gibt eine Grundschule im Dorf. Diese war in den 1970er Jahren an einem groß angelegten Schulfernsehen-Projekt beteiligt, aus dem das erste nationale Fernsehprogramm der staatlichen Rundfunkanstalt ORTN hervorging. Die kanadische Wohltätigkeitsorganisation Pencils for Kids erbaute wie in anderen Siedlungen in Liboré einen Kindergarten aus Zement, nachdem 2021 bei einem Brand eines aus Stroh errichteten Kindergartens in Niamey 20 Kinder gestorben waren.